# Rio de Janeiro (estat)
Rio de Janeiro és un estat del Brasil localitzat a la Regió Sud-est del país. Limita amb Minas Gerais al Nord i Nord-oest, amb Espírito Santo al Nord-est, amb São Paulo al Sud-oest i amb l'oceà Atlàntic al Sud i a l'Est. Ocupa una àrea de 43.653 km². La capital és la ciutat de Rio de Janeiro. Als habitants de l'estat de Rio de Janeiro se'ls anomena fluminenses.

## Història

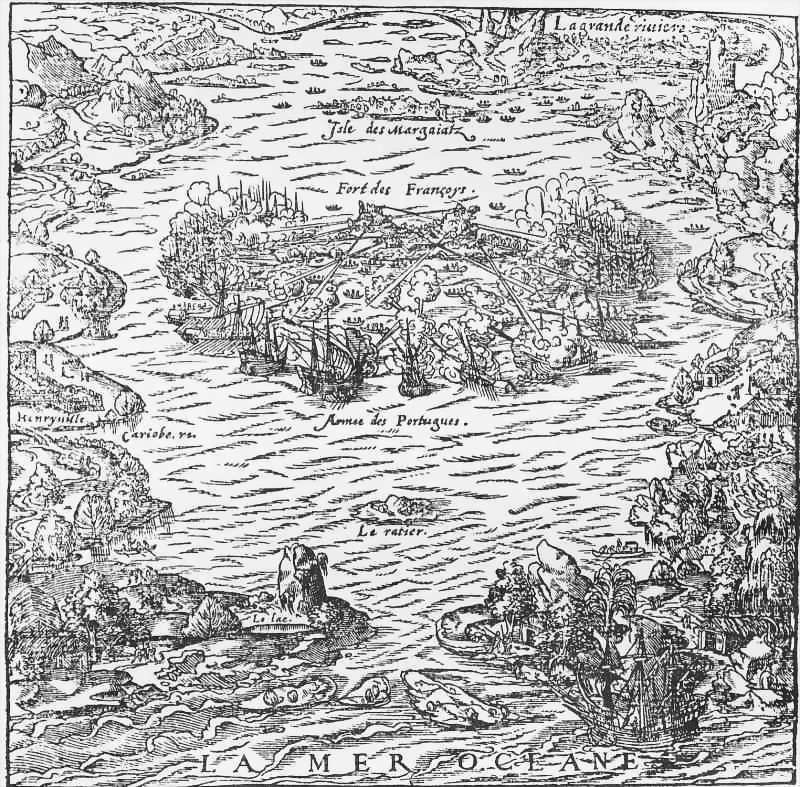
Batalla a la Badia de Guanabara entre francesos i portuguesos, en 15 de març de 1560, que va culminar amb la destrucció de la Fortalesa Coligny.

A l'època de l'establiment del sistema de Capitanies hereditàries del Brasil, el territori de l'actual estat de Rio de Janeiro es trobava comprès en trams de la Capitanía de São Tomé i de la Capitanía de São Vicente. La regió no va ser immediatament colonitzada pels portuguesos, en virtut de l'hostilitat dels indígenes establerts en el litoral.
Entre 1555 i 1567, la badia de Guanabara va ser ocupada per un grup de colons francesos, sota el comandament de Nicolas Durand de Villegaignon, que aquí pretenien instal·lar una colònia anomenada França Antàrtica ("France Antartique"). Per a evitar aquesta ocupació i assegurar la possessió del territori per a la Corona de Portugal, en 1 de març de 1565, va ser fundada a ciutat de Rio de Janeiro, per Estácio de Sá, venint a constituir-se la Capitanía Real de Rio de Janeiro.
Entre 1583 i 1623 la principal regió productora de sucre en el sud del Brasil es va desplaçar de la Capitanía de São Vicente per a la de Rio de Janeiro, a prop de la badia de Guanabara. A fins del segle xvii hi havia 120 grans plantacions de canya a la regió. La ramaderia i el cultiu de la canya de sucre van impulsar el progrés, definitivament assegurat quan el port va començar a exportar or extret de Minas Gerais des de finals del segle xvii. Inicialment l'or era transportat des de les regions mineres de Vila Rica, actual Ouro Preto, fins al port de Paraty per l'anomenat Camí Vell, però la necessitat d'una via que arribés més ràpid al litoral va fer que fos obert el Camí Nou, que arribava a la badia de Guanabara molt prop de la ciutat de Rio de Janeiro.
En 1763, Rio de Janeiro va ser transformada en seu del Virregnat del Brasil i capital de la colònia. Amb el canvi de la família real portuguesa cap al Brasil en 1808, també en l'època de l'ocupació de la península Ibèrica per Napoleó Bonaparte, la regió va ser molt beneficiada amb reformes urbanes per rebre a Cort portuguesa. D'entre les millorances, es destaquen: la transferència d'òrgans d'administració pública i justícia, la creació de noves esglésies, hospitals, casernes, fundació del primer banc del país - el Banc do Brasil - i la Premsa Reial. Els anys següents també van sorgir el Jardí Botànic, la Biblioteca Reial (avui Biblioteca Nacional) i l'Acadèmia Reial Militar, antecessora de l'actual Academia Militar das Agulhas Negras.

### Creació del Municipi Neutral

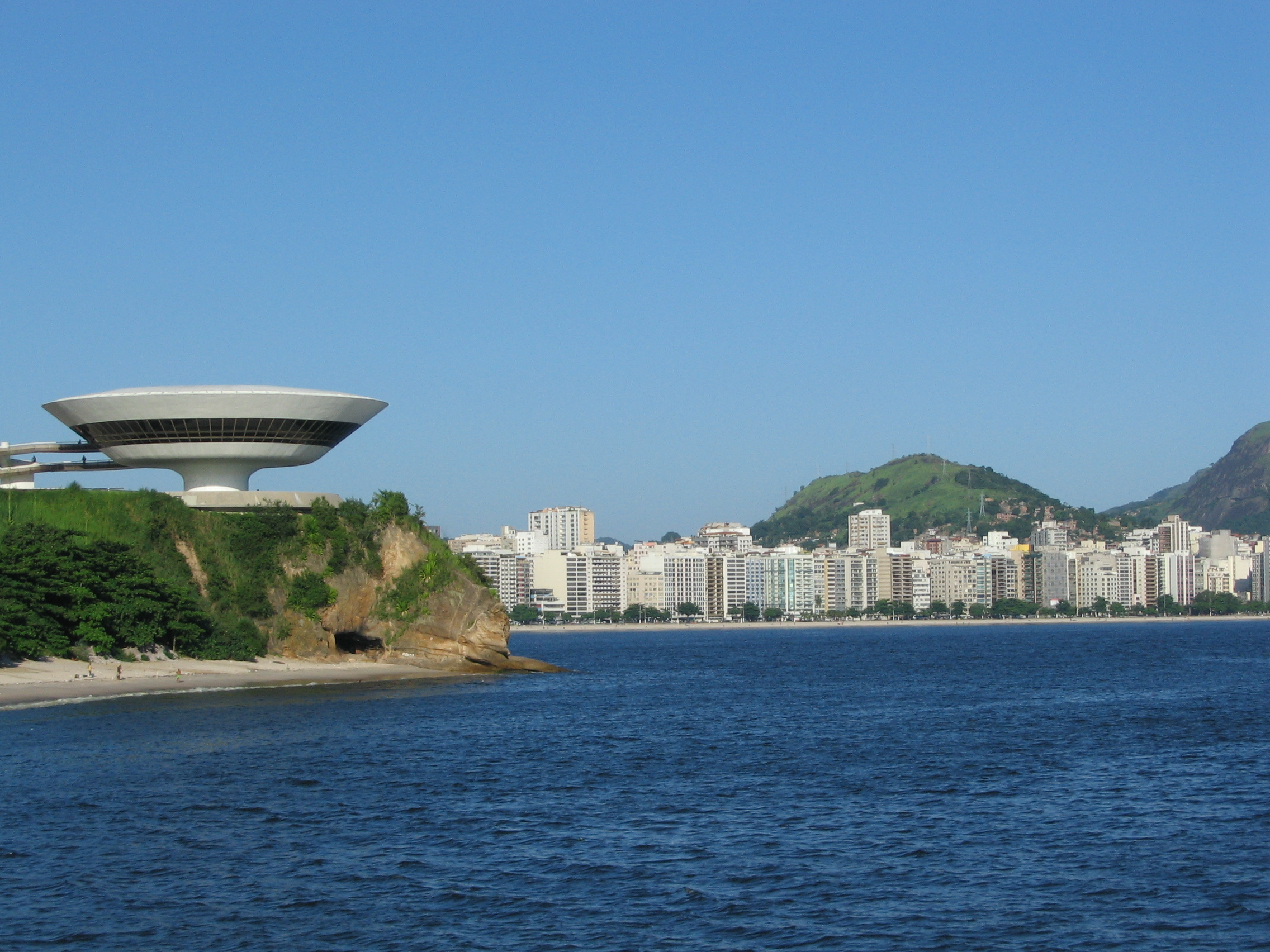
Niterói

Després de la transferència de la Cort portuguesa per Rio de Janeiro, l'autonomia que la província tant aspirava no va ser aconseguida de la mateixa forma que en les altres. Al ministre del Regne, càrrec que va anar pràcticament un substitut per al de Virrei amb relació a Rio de Janeiro, va ser confiada l'administració de la província. A més la ciutat del Rio de Janeiro era la capital de l'Imperi, i un ministre administrava la província sencera per mitjà de decrets dirigits a les Càmeres Municipals de les altres ciutats. Aquestes creixien ràpidament, a causa del creixement del cultiu de cafè, que ja era més important que el cultiu de canya en el nord de la província.

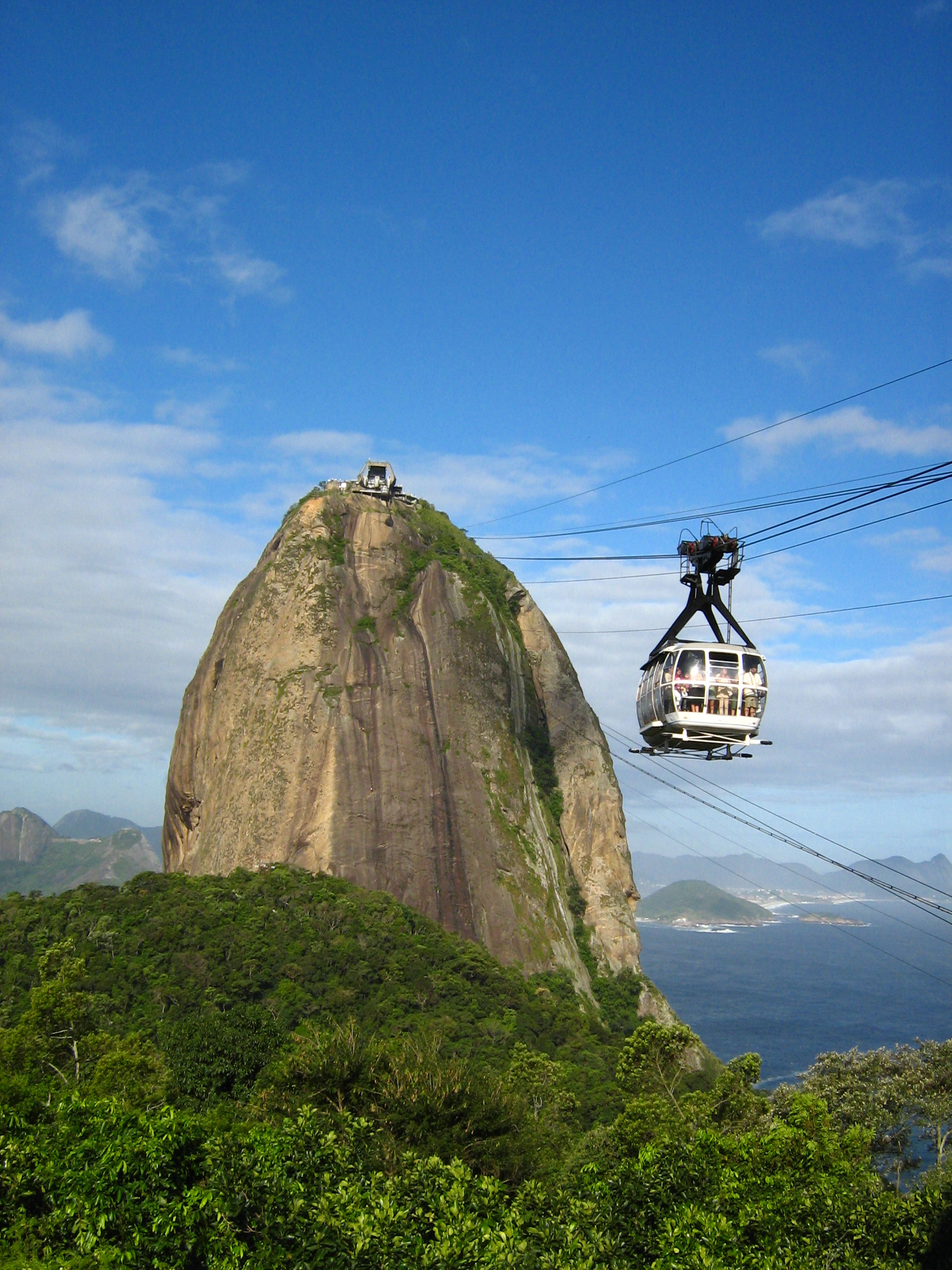
Pa de Sucre

Aquestes diferències amb relació a les altres unitats administratives del país van fer que, l'any de 1834, la ciutat fos transformada en Municipi Neutral, romanent com capital del país. Ja la Província de Rio de Janeiro va passar a tenir la mateixa organització polític administrativa de les altres, i la seva capital va passar a ser Vila Real da Praia Grande, localitat batejada en 1835 de Niterói.
Després de l'edició de la Llei Complementària nº20 en 1974, signada pel president Ernesto Geisel, es van fondre els estats de la Guanabara i de Rio de Janeiro en 15 de març de 1975. La capital del nou estat (que va mantenir el nom de Rio de Janeiro) va passar a ser a ciutat de Rio de Janeiro, tornant-se la situació polític-territorial anterior a 1834, any de la creació del Municipi Neutral. Van ser mantinguts encara els símbols de l'antic estat del Rio de Janeiro, mentre els símbols de la Guanabara van passar a ser els símbols de la ciutat de Rio de Janeiro.

## Geografia

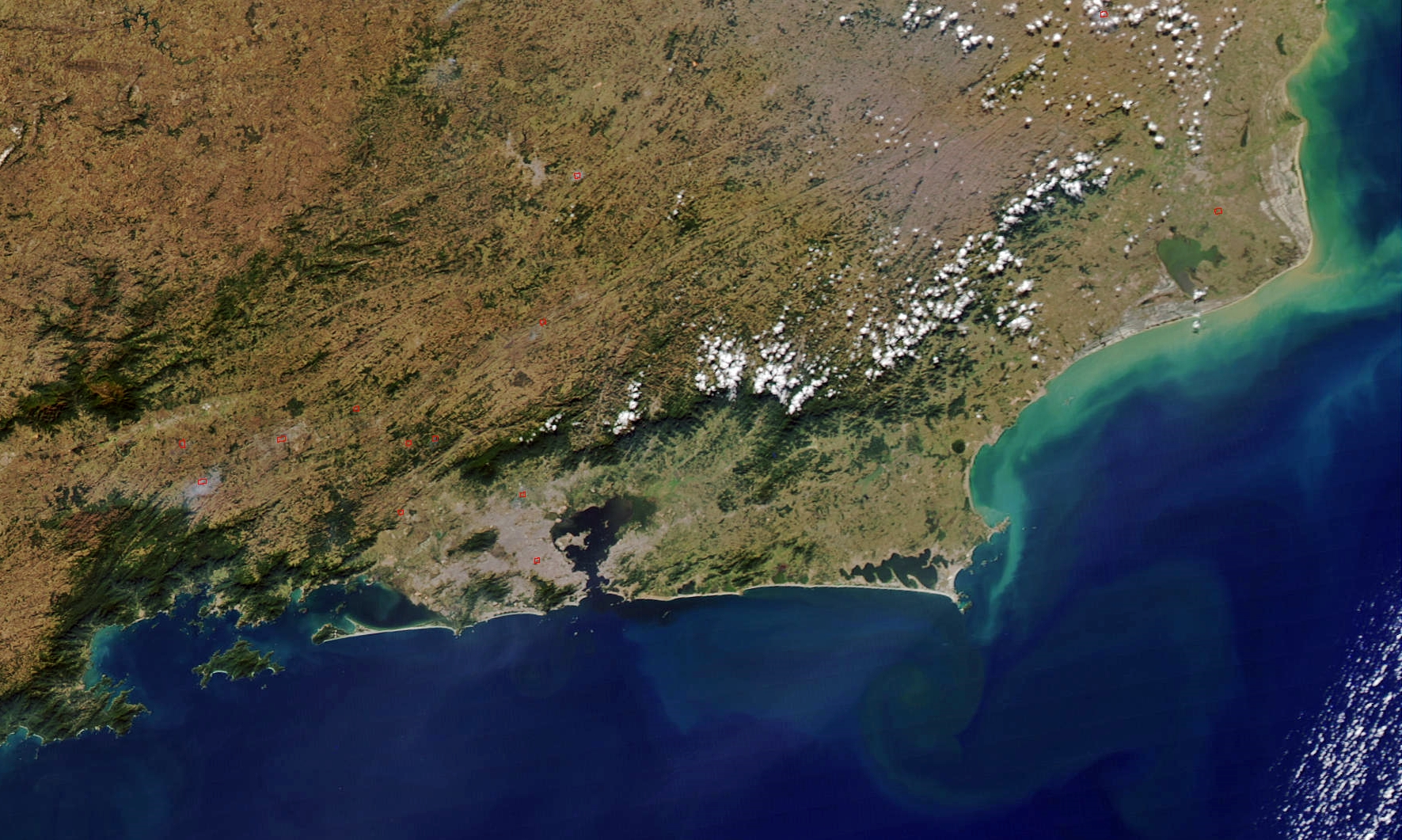
Imatge de satèl·lit de l'estat de Rio de Janeiro.

L'estat té una superfície de 43.766,6 km², que en termes d'extensió és similar a la de Dinamarca. L'estat és creuat per baixades i muntanyes paral·leles al litoral. En el sud de l'estat, les muntanyes queden més a prop del mar, en les ciutats de Parati i Angra dos Reis. A prop de la capital de l'estat, la ciutat de Rio de Janeiro, el relleu s'escampa en una extensa planúria drenada per rius, anomenada Baixada Fluminense. Aquesta regió és creuada per la carretera President Dutra, que fa el lligam de les ciutats de Rio de Janeiro i São Paulo. La Baixada Fluminense té diverses indústries, però la majoria de la seva població treballa en la ciutat de Rio de Janeiro.

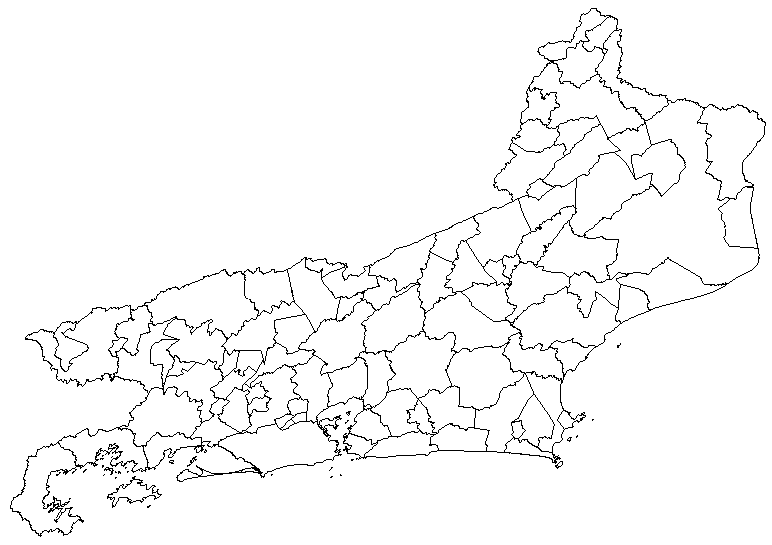
Divisió administrativa de l'estat de Rio de Janeiro

No gaire lluny de la ciutat de Rio de Janeiro hi ha tres ciutats amb clima de muntanya, una mica més fred en els hiverns: les ciutats de Petrópolis, Teresópolis i Nova Friburgo, situades en la regió de la Serra dos Órgãos. Ja en la divisa dels estats de Rio de Janeiro, São Paulo i Minas Gerais hi ha altres dues ciutats de muntanya: Itatiaia i Penedo. Aquestes ciutats serveixen de refugi per als cariocas (nom que es dona als habitants de la ciutat de Rio de Janeiro) quan els ve de gust gaudir d'un clima més suau lluny de les platges però no gaire lluny de la capital de l'estat.

## Demografia
| 1                          | Rio de Janeiro        | 6.182.710 | 11 | Volta Redonda  | 259.811 |
| 2                          | São Gonçalo           | 991.382   | 12 | Itaboraí       | 225.309 |
| 3                          | Duque de Caxias       | 872.762   | 13 | Mesquita       | 190.056 |
| 4                          | Nova Iguaçú           | 865.089   | 14 | Macaé          | 188.787 |
| 5                          | Belford Roxo          | 503.102   | 15 | Cabo Frio      | 180.635 |
| 6                          | Niterói               | 479.384   | 16 | Nova Friburgo  | 178.653 |
| 7                          | São João de Meriti    | 469.287   | 17 | Barra Mansa    | 176.469 |
| 8                          | Campos dos Goytacazes | 431.839   | 18 | Angra dos Reis | 164.191 |
| 9                          | Petròpolis            | 312.766   | 19 | Teresópolis    | 162.075 |
| 10                         | Magé                  | 270.940   | 20 | Nilópolis      | 159.408 |
| Estimatiu poblacional 2009 |                       |           |    |                |         |

## Economia

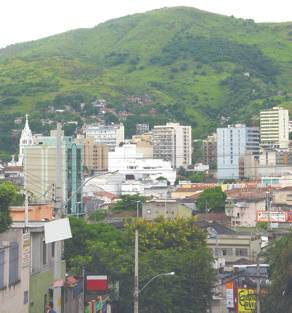
Vista de Nova Iguaçu, ciutat industrial i també ciutat dormitori.

### Indústria
L'estat del Rio de Janeiro té un antic però important parc industrial, concentrat en la vall del riu Paraíba do Sul (en les ciutats de Resende, Porto Real i Volta Redonda) i en la regió de la Baixada Fluminense. Una de les més conegudes indústries de l'estat és la Companhia Siderúrgica Nacional (CSN), productora d'acer situada en Volta Redonda. En Porto Real se situa la fàbrica brasilera de la Peugeot, i en Resende hi ha una fàbrica de camions de la Volkswagen.
També destaca la indústria naval en la ciutat del Rio de Janeiro i en la veïna Niterói. A Baixada Fluminense destaca la refinació de petroli, i la indústria petroquímica en la ciutat de Duque de Caxias.

### Extracció mineral
L'estat té grans reserves de petroli i gas natural en l'anomenada Bacia de Campos, jaciment situat en la costa, pròxim a la ciutat de Campos. Aquest jaciment submarí és responsable per 83% de la producció de petroli brasilera, i va ajudar el Brasil a gairebé tornar-se autosuficient en petroli cru. Una altra gran producció en l'estat és de sal marina, en les ciutats de Cabo Frio i Araruama.

### Turisme

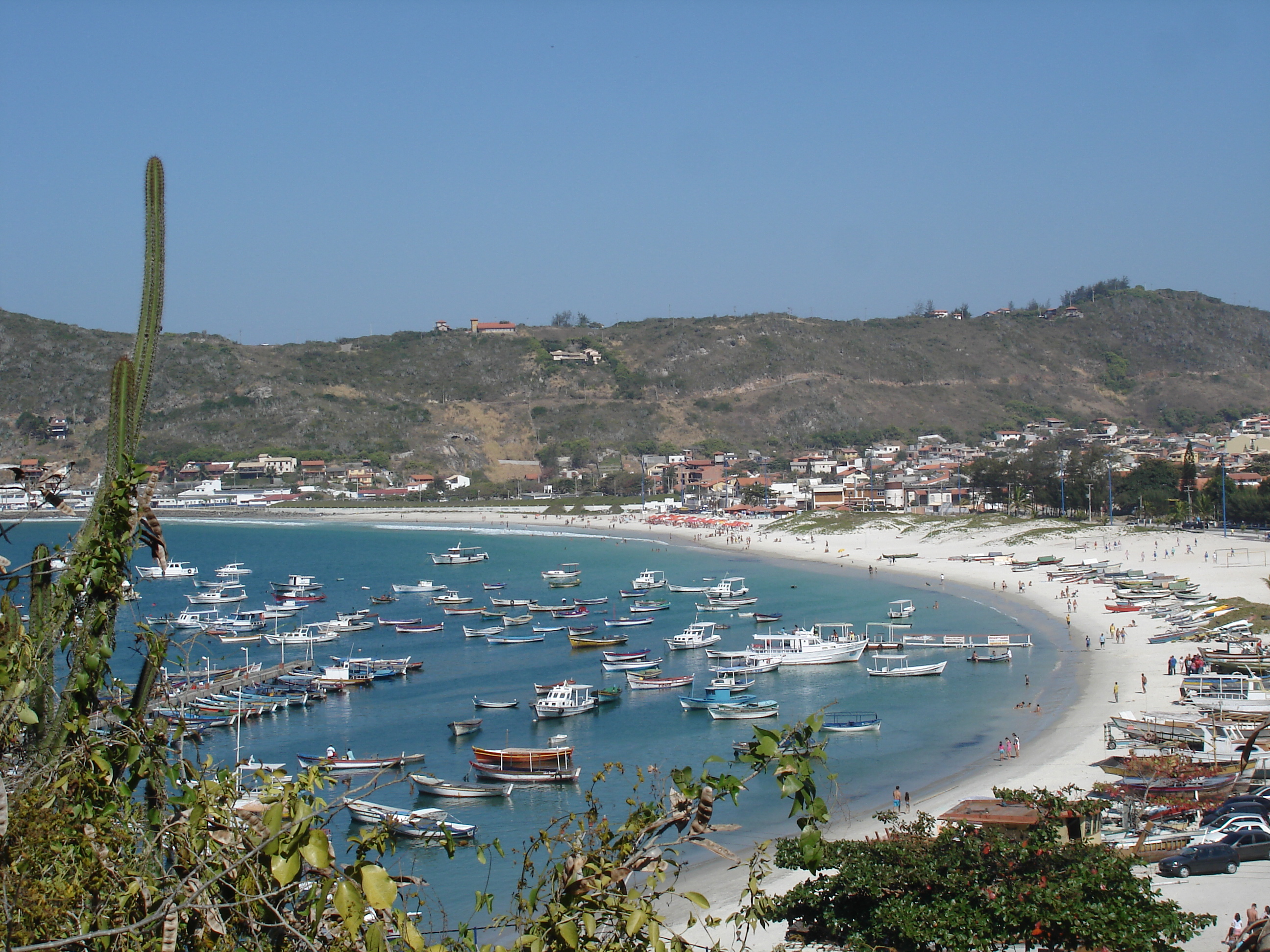
Praia dos Anjos ("Platja dels Àngels"), en Arraial do Cabo.

Una de les més importants activitats econòmiques de l'estat és el turisme. Destaquem el turisme dirigit a la capital de l'estat, Rio de Janeiro, per les seves platges (Leme, Copacabana, Leblon, Ipanema, Barra), pel Crist Redemptor, la muntanya Pão de Açúcar (Pa de Sucre) i també els seus museus, edificis històrics, el barri de Santa Teresa, i altres atractius.
Altres ciutats costaneres a destacar són:
- Niterói, antiga capital de l'estat, amb les seves platges, unida a la ciutat de Rio de Janeiro pel Pont Rio-Niterói.
- Parati i Angra dos Reis, situades al sud de l'estat, i les seves platges i illes que es poden visitar amb vaixell.
- Cabo Frio, Arraial do Cabo i Búzios, a l'est de la ciutat del Rio de Janeiro, situades en l'anomenada Região dos Lagos (Regió dels Llacs).

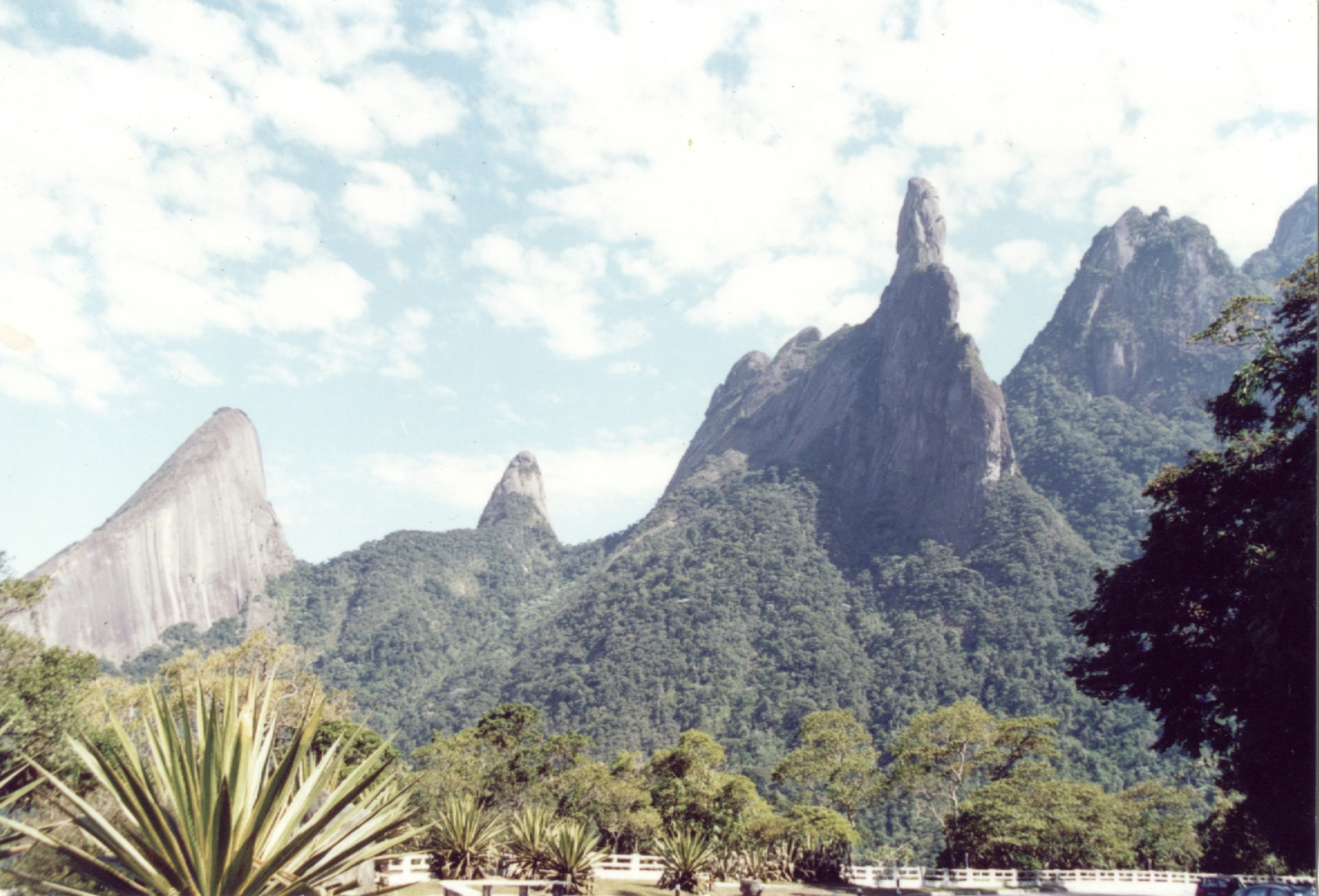
Dedo de Deus ("Dit de Déu"), muntanya en la regió serrana de Rio de Janeiro.

Altres opcions són les ciutats de muntanya:
- Petrópolis, antic refugi de veuran de l'emperador Pere II del Brasil, situada 70 km del Rio de Janeiro.[3]
- Teresópolis, situada 800 metres sobre el nivell del mar i batejada en homenatge a l'esposa de Pedro II, l'emperatriu Tereza Cristina.
- Nova Friburgo, fundada per immigrants suisses al començament del segle xix. Avui també coneguda com la capital de la roba interior, per causa de seves petites indústries familiars de llenceria.
- Itatiaia situada a prop del Parc Nacional de Itatiaia, una de les més antigues reserves nacionals del Brasil.
- Penedo: un petit districte de la ciutat de Itatiaia, fundat per immigrants finlandesos al voltant de 1929. Avui és famosa pel seu paisatge, les seves creacions de truita, la seva gastronomia i els seus locals de turisme ecològic.

## Evolució polític-administrativa
L'estat de Rio de Janeiro va resultar de la fusió dels estats de Guanabara i Rio de Janeiro, concretada el 15/03/1975. Es divideix en 92 municipis, agrupats en vuit Regions de Govern.
|                     | 1940 | 1950 | 1960 | 1970 | 1980 | 1990 | 1997 | 2001 |
| Nombre de municipis | 51   | 57   | 62   | 64   | 64   | 70   | 91   | 92   |